# Iscrizioni cinesi in bronzo
Le iscrizioni cinesi in bronzo, comunemente indicate come testi di bronzo o caratteri di bronzo, descrivono una varietà di caratteri cinesi su bronzi rituali, come zhōng campane e dǐng calderoni tripodali dalla dinastia Shang (2° millennio a.C.) alla dinastia Zhou (XI-III secolo a.C.) e anche più tardi. Le prime iscrizioni in bronzo erano quasi sempre fuse (vale a dire, la scrittura veniva eseguita con uno stilo nell'argilla bagnata dello stampo da cui il bronzo veniva poi fuso), mentre le iscrizioni successive erano spesso incise dopo la fusione del bronzo. Le iscrizioni in bronzo sono una delle prime forme di scrittura della lingua cinese, preceduta dalla scrittura dell'osso oracolare.

## Terminologia

Emblema altamente pittorico del clan Shang (牛 niú "bue")

Dal primo periodo degli Zhou occidentali ai primi Stati Combattenti, la maggior parte della scrittura che è stata riportata alla luce lo è stata sotto forma di iscrizioni in bronzo. Di conseguenza, è comune riferirsi alla varietà di caratteri di questo periodo come "caratteri di bronzo", anche se non esiste una singola inscrizione di questo tipo. Il termine di solito include anche iscrizioni in bronzo della precedente dinastia Shang.
 

Tuttavia, ci sono grandi differenze tra i caratteri altamente pittorici dell'emblema Shang (alias "identificativo") sui bronzi (vedi le insegne del clan "bue" sopra), i tipici grafici Shang in bronzo, le scritte sui bronzi dalla metà del Dinastia Zhou, e quella dalla fine del periodo Zhou alla dinastia Qin, Han e i bronzi del periodo successivo. Inoltre, a partire dal periodo delle primavere e degli autunni, la scrittura in ciascuna regione si è gradualmente evoluta in direzioni diverse, così che gli stili di scrittura negli Stati Combattenti di Chu, Qin e nelle regioni orientali, ad esempio, erano sorprendentemente divergenti. Inoltre, nella tarda primavera e in autunno nei primi Stati Combattenti sono emersi anche script artistici, come l'iscrizione uccello (鳥書niǎoshū ), chiamato anche Bird Seal Script ( niǎozhuàn鳥篆 ), e Worm Script ( chóngshū蟲書).

Yín in quattro diverse scritture sui bronzi Shang–Zhou
Dinastia Shang
Zhou . tardo occidentale
Carattere di uccello, primi Stati Combattenti
Ultimi Stati Combattenti

## Bronzi inscritti

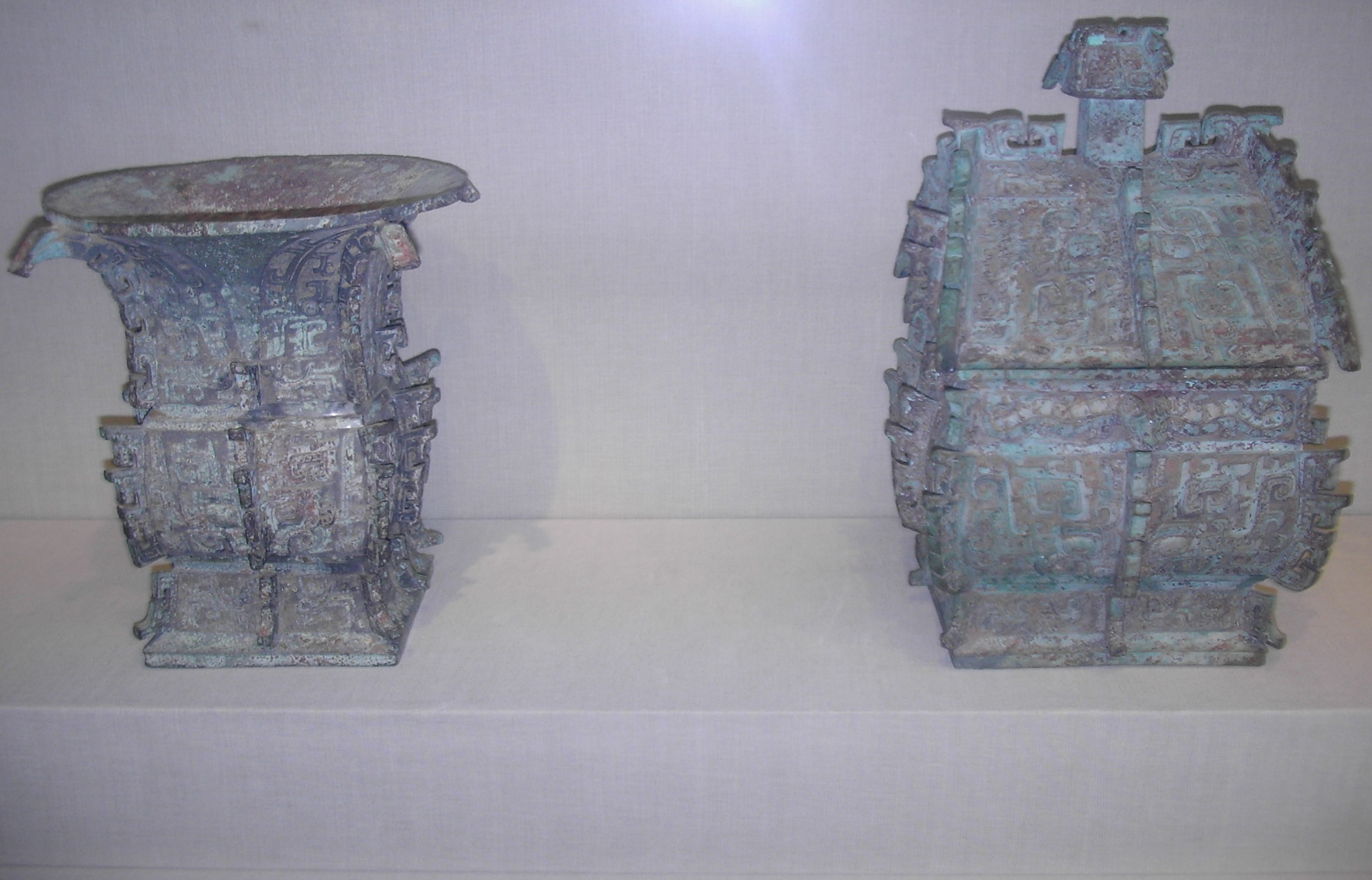
A sinistra: contenitore per vino rituale fāng zūn in bronzo, c. 1000 aC. L'iscrizione commemora un dono di conchiglie di ciprea al suo proprietario. A destra: contenitore rituale fāng yí in bronzo c. 1000 aC. Su di essa compare due volte un'iscrizione di circa 180 caratteri, che commenta i rituali di stato che accompagnano la cerimonia di corte, registrata da uno scriba ufficiale.

Degli abbondanti bronzi rituali cinesi esistenti oggi, circa 12.000 hanno iscrizioni. Questi sono stati periodicamente portati alla luce sin dalla loro creazione e sono stati sistematicamente raccolti e studiati almeno dalla dinastia Song . Le iscrizioni tendono a crescere in lunghezza nel tempo, da solo uno a sei caratteri circa per i primi esempi Shang, a quaranta caratteri circa nel caso più lungo, tardo-Shang, e spesso un centinaio o più sui bronzi Zhou, con il più lungo fino a circa 500. 
In generale, i caratteri sulle antiche iscrizioni cinesi in bronzo erano disposti in colonne verticali, scritti dall'alto verso il basso, in un modo che si pensa sia stato influenzato dai libri di bambù, che si ritiene siano stati il mezzo principale per scrivere nelle dinastie Shang e Zhou. Le lamelle di bambù verticali molto strette di questi libri non erano adatte per scrivere caratteri larghi, quindi un certo numero di grafici è stato ruotato di 90 gradi; questo stile poi è stato trasferito alle ossa e ai bronzi dell'oracolo Shang e Zhou. Esempi:

Esempi grafici di iscrizioni in bronzo ruotati di 270°: Da sinistra, mǎ馬 "cavallo"; hǔ 虎 "tigre", shĭ 豕 "suino", quǎn 犬 "cane", xiàng 象 "elefante", guī 龜 "tartaruga", wèi 為 "condurre" (ora "fare"), jí 疾 "malattia".

Dei 12.000 bronzi iscritti esistenti oggi, circa 3.000 risalgono alla dinastia Shang, 6.000 alla dinastia Zhou e gli ultimi 3.000 alle dinastie Qin e Han.

## Iscrizioni in bronzo Shang
Le iscrizioni sui bronzi Shang sono di uno stile abbastanza uniforme, il che rende possibile discutere una "scrittura in bronzo Shang", sebbene esistano ancora grandi differenze tra i grafia tipica e alcuni esempi di nomi di clan o emblemi. Come la scrittura dell'ossa oracolare del primo periodo, le strutture e l'orientamento dei singoli grafici variavano notevolmente nelle iscrizioni in bronzo Shang, così che si può trovare un particolare carattere scritto in modo diverso ogni volta piuttosto che in modo standardizzato (vedi i numerosi esempi di grafo "tigre" in basso a sinistra).

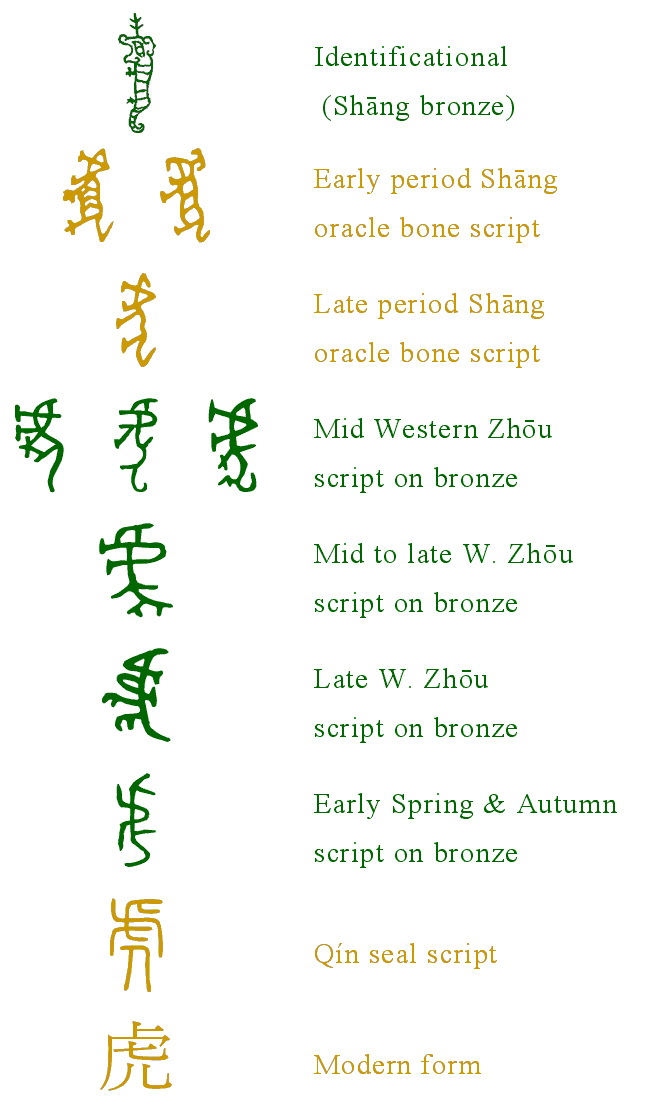
hǔ虎 "tigre" da iscrizioni in bronzo (in verde), rispetto ad altre forme di scrittura

Come nella scrittura dell'osso oracolare, i caratteri potevano essere scritti rivolti verso sinistra o verso destra, ruotati di 90 gradi e talvolta anche capovolti verticalmente, generalmente senza alcun cambiamento di significato. Ad esempio,  e  entrambi rappresentano il carattere moderno xū 戌 (l'11° Ramo Terrestre ), mentre  e  sono entrambi hóu 侯 "marchese". Questo era vero sia per i grafici identificativi normali che per quelli extra complessi, come l'emblema del clan hǔ 虎 "tigre" a destra, che è stato girato di 90 gradi in senso orario sul suo bronzo.
Queste iscrizioni sono state quasi tutte fuse (anziché incise), e sono relativamente brevi e semplici. Alcuni erano utilizzate principalmente per identificare il nome di un clan o altri nomi, mentre le iscrizioni tipiche includono il nome del clan del creatore e il titolo postumo dell'antenato che è commemorato dalla fabbricazione e dall'uso del vaso.
Queste iscrizioni, in particolare quegli esempi del tardo periodo che identificano un nome, sono tipicamente eseguite in una scrittura di genere altamente pittografico, che conserva la scrittura formale e complessa del periodo Shang come se fosse stata scritta principalmente su libri di bambù o di legno,  in contrapposizione alla simultanea forma di scrittura semplificata, linearizzata e più rettilinea come si vede sulle ossa oracolari.
Alcune iscrizioni Shang sono state ritrovate scritte a pennello su manufatti in ceramica, pietra, giada o osso, e ci sono anche alcune incisioni ossee riguardo faccende non divinatore scritte in uno stile complesso e altamente pittografico; la struttura e lo stile delle iscrizioni in bronzo è coerente con queste.
L'argilla morbida degli stampi usati per produrre i bronzi Shang ai primi bronzi Zhou era adatta per preservare la maggior parte della complessità dei caratteri scritti a pennello su tali libri e altri supporti, mentre la superficie dura e ossea delle ossa oracolari era difficile da incidere, stimolando una notevole semplificazione e conversione alla rettilineità. Inoltre, alcuni dei caratteri sui bronzi Shang potrebbero essere stati più complessi del normale a causa dell'uso particolarmente conservativo in questo mezzo rituale, o durante la registrazione di iscrizioni identificative (clan o nomi personali); alcuni studiosi invece lo attribuiscono a considerazioni puramente decorative. 
La scrittura in bronzo Shang può quindi essere considerata una scrittura formale, simile ma a volte anche più complessa della scrittura Shang quotidiana non attestata su libri di bambù, legno e altri media, ma molto più complessa della scrittura Shang sulle ossa oracolari.

## Iscrizioni della dinastia Zhou

### Zhou occidentale
I caratteri della dinastia Zhou occidentale (come esemplificato dalle iscrizioni in bronzo di quel tempo) continuano sostanzialmente dal sistema di scrittura Shang; cioè, le prime forme di scrittura Zhou assomigliano alle forme di bronzo Shang (entrambi come i nomi dei clan,  e la scrittura tipica), senza alcuna distinzione chiara o improvvisa. Sono, come i loro predecessori Shang in tutti i media, spesso irregolari per forma e dimensione, e le strutture ei dettagli spesso variano da un pezzo di scrittura all'altro, e anche all'interno dello stesso pezzo. Sebbene la maggior parte non siano pittogrammi in funzione, le prime iscrizioni in bronzo di Zhou occidentali sono state descritte come di genere più pittografico rispetto a quelle dei periodi successivi. 
Durante lo Zhou occidentale, molti grafemi iniziarono a mostrare segni di semplificazione e linearizzazione (il cambio di elementi arrotondati in quadrati, elementi solidi in segmenti di linea corti e linee spesse e di larghezza variabile in linee sottili di larghezza uniforme), con il risultato di una diminuzione della qualità pittografica, come illustrato nella tabella sottostante.

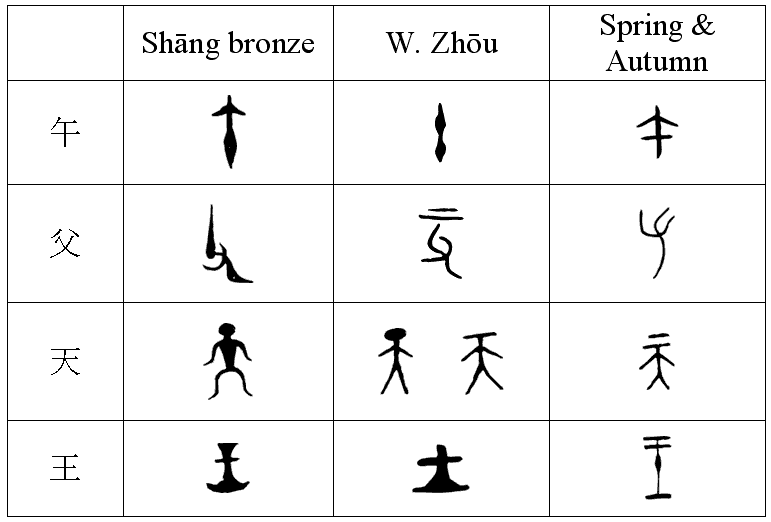
Linearizzazione dei caratteri durante lo Zhou. occidentale

Una certa flessibilità nell'orientamento dei grafemi (rotazione e reversibilità) continua nello Zhou occidentale, ma diventa sempre più scarsa durante la dinastia Zhou. I grafemi iniziano a diventare leggermente più uniformi per struttura, dimensione e disposizione al tempo del terzo sovrano Zhou, re Kāng, e dopo il nono, re Yì, questa tendenza diventa più evidente.
Alcuni hanno usato il termine problematico " grande sigillo " (大篆dàzhuàn ) per riferirsi alla scrittura di questo periodo. Questo termine risale alla dinastia Han, quando erano in uso sia la (piccola) scrittura dello stile del sigillo che la scrittura clericale . Divenne così necessario distinguere tra i due, così come eventuali forme di scrittura precedenti che erano ancora accessibili sotto forma di libri e iscrizioni, quindi nacquero i termini " sigillo grande " (大篆dàzhuàn ) e "sigillo piccolo" (小篆xiǎozhuàn, alias 秦篆Qín zhuàn ). 
Tuttavia, poiché il termine "grande sigillo" è variamente usato per descrivere esempi zhòuwén (籀文)  dal Compendio Shizhoupian del 800 a.C. crica, o iscrizioni su entrambe le facce in bronzo del tardo Zhou occidentale e sui tamburi di pietra di Qin, o tutte le forme (inclusa la scrittura su ossa oracolari) precedenti al piccolo sigillo, è meglio evitare del tutto il termine.

### Zhou orientale

#### Periodo delle Primavere e degli Autunni
All'inizio dello Zhou orientale, nel periodo delle primavere e degli autunni, molti grafemi sono completamente linearizzati, come si vede nel grafico sopra; inoltre si raddrizzano le linee curve e spesso si raccordano linee sconnesse, con il risultato di una maggiore comodità di scrittura, ma di una marcata diminuzione della qualità pittografica.
Nello Zhou orientale, i vari stati inizialmente continuarono a utilizzare le stesse forme del tardo Zhou occidentale. Tuttavia, le forme regionali iniziarono quindi a divergere stilisticamente già nel periodo delle primavere e degli autunni, con le forme nello stato di Qin che rimanevano più conservatrici. 
A quel tempo, secondo i documenti tradizionali, erano già in uso sigilli e monete coniate, entrambi probabilmente composte principalmente di bronzo, ma nessuno dei sigilli esistenti è stato ancora datato indiscutibilmente a quel periodo.
Entro la metà del tardo periodo delle primavere e degli autunni, scritture artistiche derivate con forme allungate verticalmente apparvero sui bronzi, specialmente negli stati orientali e meridionali, e rimasero in uso nel periodo degli Stati Combattenti (vedi dettaglio dell'iscrizione dalla Tomba del Marchese degli Stati Combattenti Yĭ di Zēng in basso a sinistra). Nelle stesse aree, tra il tardo periodo delle primavere e degli autunni fino ai primi Stati Combattenti, apparvero anche scritture che abbellivano le strutture di base con forme decorative come uccelli o vermi. Questi sono conosciuti come calligrafia uccello ( niǎoshū鳥書) e calligrafia verme ( chóngshū蟲書), e collettivamente come caratteri uccello-verme, ( niǎochóngshū鳥蟲書; vedi Spada di bronzo del re Gōujiàn a destra); tuttavia, si trattava principalmente di forme decorative per iscrizioni su bronzi e altri oggetti, e non di scritture di uso quotidiano.
Alcuni bronzi dell'epoca furono incisi in modo rozzo e casuale, con strutture a grafo spesso leggermente diverse da quelle tipiche. Si pensa che questi riflettessero la scrittura popolare (volgare) dell'epoca coesistente con la scrittura formale.

#### Periodo degli Stati Combattenti
Sono stati trovati sigilli del periodo degli Stati Combattenti, per lo più fusi in bronzo, e sono numerose anche le monete di bronzo coniate di questo periodo. Questi costituiscono un'ulteriore e preziosa risorsa per lo studio delle iscrizioni cinesi in bronzo. È anche di questo periodo che sono stati scoperti i primi manoscritti di bambù e seta sopravvissuti.
Nel primo periodo degli Stati Combattenti, le tipiche iscrizioni in bronzo erano simili per contenuto e lunghezza a quelle del tardo Zhou occidentale fino al periodo primaverile e autunnale . Una delle più famose serie di bronzi mai scoperte risale ai primi Stati Combattenti: una grande serie di campane biānzhōng dalla tomba del marchese Yĭ dello stato di Zēng, portata alla luce nel 1978. La lunghezza totale delle iscrizioni su questo set era di quasi 2.800 caratteri.

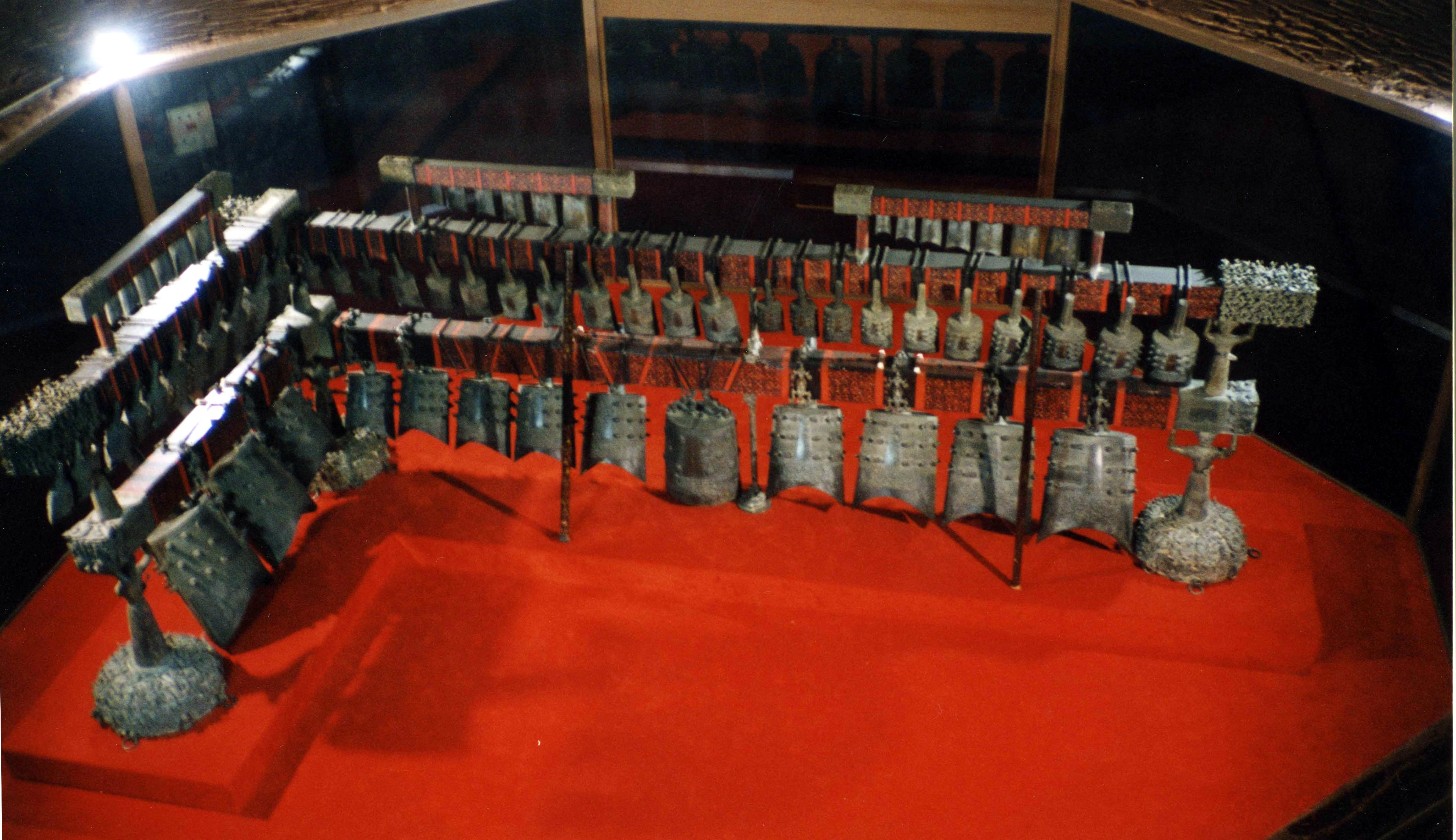
Campane biānzhōng in bronzo dai primi Stati Combattenti. Tomba del marchese Yĭ di Zēng

Tra la metà e la fine del periodo degli Stati Combattenti, la lunghezza media delle iscrizioni è diminuì notevolmente. Molte, soprattutto sulle armi, registravano solo la data, l'autore e così via, in contrasto con i contenuti narrativi precedenti. A partire da questo periodo, tali iscrizioni venivano tipicamente incise sui bronzi già fusi, piuttosto che essere scritte nell'argilla bagnata degli stampi a pezzi come era nella pratica precedente. L'incisione veniva spesso eseguita in modo approssimativo e frettoloso.
Nel periodo degli Stati Combattenti le iscrizioni in bronzo, continuano le tendenze del tardo periodo delle primavere e degli autunni, come l'uso di scritture artisticamente abbellite (ad esempio, scritture di uccelli e insetti) su oggetti in bronzo decorati. Nella scrittura quotidiana, che non veniva abbellita in questo modo, la scrittura tipica continuava ad evolversi in direzioni diverse nelle varie regioni, e questa divergenza era accelerata sia dalla mancanza di controllo politico centrale sia dalla diffusione della scrittura al di fuori della nobiltà. Nello stato di Qin, che era in qualche modo culturalmente isolato dagli altri stati, e che era posizionato sulla vecchia patria di Zhou, la scrittura divenne più uniforme e stilisticamente simmetrica, piuttosto che cambiare troppo strutturalmente. Il cambiamento nella scrittura fu lento, quindi rimase più simile alla tipica scrittura Zhou tardo occidentale come si trova sui bronzi di quel periodo e nel compendio Shizhoupian del 800 a.C. circa.
 Di conseguenza, è stato solo intorno alla metà del periodo degli Stati Combattenti che la scrittura popolare (aka comune o volgare) ha guadagnato slancio in Qin, e anche allora le forme volgari sono rimaste in qualche modo simili alle forme tradizionali, cambiando principalmente in termini di divenendo più rettilinei. Anche le forme tradizionali in Qin rimasero in uso, così che coesistevano due forme di scrittura. 
Le forme tradizionali in Qin si sono evolute lentamente durante lo Zhou orientale, diventando gradualmente quella che ora viene chiamata scrittura del sigillo (piccolo) durante quel periodo, senza alcuna chiara linea di demarcazione (non è il caso, come si crede comunemente, che la scrittura del piccolo sigillo fosse una improvvisa invenzione di Li Si nella dinastia Qin). Nel frattempo, la scrittura volgare Qin si è evoluta nella prima scrittura clericale (o protoclericale) negli ultimi Stati Combattenti fino al periodo della dinastia Qin, che si sarebbe poi evoluta ulteriormente nella scrittura clericale usata negli Han attraverso i periodi Wei - Jin . 
Nel frattempo, negli stati orientali, le forme volgari erano diventate popolari già prima; inoltre differivano più radicalmente e soppiantavano completamente le forme tradizionali. Queste scritture orientali, che variavano anche in qualche modo in base allo stato o alla regione, furono successivamente fraintese da Xu Shen, autore del dizionario etimologico della dinastia Han Shuowen Jiezi, che pensava che fossero antecedenti alle forme Qin degli Stati Combattenti, e quindi le etichettò gǔwén (古文), o "scrittura antica".

## Codifica del computer
È stato anticipato che un giorno la scrittura in bronzo sarà codificata in Unicode, molto probabilmente in Piano 3 (il piano ideografico terziario, o TIP); tuttavia, nessun codepoint è stato ancora assegnato o proposto ufficialmente per esso (a differenza delle scritture sigillo e oracolo, che entrambi hanno intervalli di codepoint provvisoriamente bloccati all'interno del TIP).

### Annotazioni
1. ↑  Esiste anche un numero estremamente ridotto di iscrizioni provenienti dalle ossa oracolari di Zhōuyuán (周原) risalenti all'inizio della dinastia Zhou (Qiú 2000, pp.68 -9), così come il compendio Shĭ Zhoù Piān (史籀篇) dell'800 a.C. circa, di cui una minima parte si è conservata come ad esempio zhòuwén (籀文) nello Shuowen Jiezi, ed infine i tamburi di pietra di Qin del periodo delle primavere e degli autunni.
2. ↑  Esistono anche iscrizioni in bronzo risalenti ai periodi precedenti e successivi; durante il periodo della dinastia Shang si usava la scrittura sulle ossa, mentre successivamente era solito scrivere su libri di legno e bambù, libri di seta e stele
3. ↑  Qiú 2000, p.68 cita 291 sul Dà Yú Dĭng (大盂鼎), circa 400 sullo Xiǎo Yú Dĭng (小盂鼎), 350 sul Sǎn Shì Pán (散氏盤), 498 sul Máo Gōng Dĭng (毛公鼎), e 493 su Shū Gōng (叔弓 (sic)) nel periodo delle primavere e degli autunni.
4. ↑  Si ritiene che il principale mezzo di scrittura dell'epoca fosse il pennello e libri di bambù o legno. Esistono anche riferimenti storici all'uso da parte degli Shang di tali libri, ad esempio nel capitolo Duōshì dello Shàngshū (Qiú pp.62-3).
5. ↑  Qiú 2000, p.69; p.65 nota 5 menziona anche che emblemi di clan altamente pittografici e altre forme di identificazione erano ancora utilizzati nel periodo Zhou, specialmente all'inizio dello Zhou occidentale.
6. ↑  Anche se popolarmente associato solo alla dinastia Han, la scrittura clericale rimase effettivamente in uso assieme alle scritture corsive, neoclericali e semicorsive fino a dopo il periodo Wei-Jin, quando la scrittura moderna standard divenne dominante; vedi Qiu 2000, p.113

### Fonti
1. ↑  Qiú 2000 p.60
2. 1 2  Wilkinson (2000): 428.
3. 1 2  Qiú 2000, p.62
4. ↑  Xu Yahui, p.12
5. ↑  Qiu 2000, p.63
6. ↑  Qiu 2000, p.67
7. ↑  Qiú 2000, p.60
8. 1 2 3  Qiú 2000, p.64
9. ↑  Qiú 2000 p.62
10. 1 2  Qiú 2000, p.63
11. 1 2  Qiú 2000, p.70
12. ↑  Qiú 2000, p.65
13. ↑  Qiú 2000, p.67
14. ↑  Qiú 2000, pp.69–70
15. ↑  Qiú 2000, p.100
16. ↑  Qiú 2000, p.77
17. ↑  Qiú 2000, p. 71 & 76
18. ↑  Qiú 2000, p.80
19. ↑  Qiú 2000, pp.71–72
20. ↑  Qiu 2000, p.72
21. ↑  Qiú 2000, p.80 dice che alcuni erano anche d'argento o di giada
22. ↑  Qiú 2000, p.81
23. 1 2  Qiú 2000, p.79
24. ↑  Qiú 2000, p. 79
25. ↑  Qiú 2000, p.79-80 & 93
26. 1 2  Qiú 2000, p.78
27. 1 2  Qiú 2000, p.97
28. ↑  陳昭容 Chén Zhāoróng 2003
29. ↑  Qiú 2000, p.107
30. ↑  Qiú 2000, p.78, 104 & 107
31. ↑  The Unicode Consortium, Roadmap to the TIP